# 佐藤有希
佐藤 有希（さとう ゆき、1984年9月6日 - ）は、フリーアナウンサー、気象予報士。元秋田放送勤務。

## 人物
- 岩手県大船渡市出身。AB型[1]。身長161cm[1]。
- 岩手県立大船渡高等学校、立教大学卒業。
- ストックエージェンシー（盛岡）所属。
- 元・ニチエンプロダクション所属。（2010年度 - 2012年度にNHK青森放送局に勤務）
- 2013年に秋田放送入社[1]。[注釈 1]
- 2019年、気象予報士取得[2]。
- 2022年5月、同社退職[3]。

## 担当履歴
太字は出演中です。

### 佐渡市ケーブルテレビ
- 「CNSニュース」（2008年4月 - 2010年3月）
- 「国体に体当たり！」キャスター・フィールドリポーター（2008年4月 - 2009年8月）
- 「佐渡市行政情報コーナー」キャスター兼ディレクター

### NHK青森放送局
- 「あっぷるワイド」リポーター・コーナーディレクター
- 「情報ランチ」キャスター
- 「ローカルニュース」
- 「東北小さな旅」リポーター

### 秋田放送時代
- エビス堂☆金[1][4]（テレビ）毎週金曜 15:50 - 16:50 (- 2019年3月）
- ABS news every.（テレビ）毎週木曜 18:15 - 18:56、同金曜 18:15 - 19:00
- 佐藤有希のあさラテ[1][5]（ラジオ）毎週土曜 7:30-10:39 （2013年10月 - 2019年3月）
- なんてったって日曜はスポーツ！[1][6]（ラジオ）

### フリーアナウンサー時代
- 5きげんどようび MC（2022年10月1日 - 2023年3月 、テレビ岩手）[7]